# Mircea Rednic
Mircea Rednic (nacido el 9 de abril de 1962 en Hunedoara) es un exfutbolista internacional rumano que debutó en Divizia A con el Corvinul Hunedoara.

## Carrera profesional
Rednic nació en Hunedoara y comenzó a jugar en la Divizia A, la primera división del país, en 1980 con el Corvinul Hunedoara. Posteriormente fue convocado 83 veces y anotó dos goles para el equipo nacional de fútbol de Rumania entre 1981 y 1991. También representó a su país en la Eurocopa 1984 y la Copa del Mundo de la FIFA 1990.
Después de su retiro, Rednic comenzó a trabajar como entrenador con el Rapid Bucarest. Luego se trasladó al FCM Bacău, y en 2002 regresó al Rapid. Ganó la Liga I en la temporada 2002-03 con el Rapid. Sin embargo, fue cesado en la temporada siguiente y, tras un descanso, regresó a Liga I como entrenador del Universitatea Craiova en la temporada 2004-05. Más tarde dirigió al FC Vaslui. En el período 2006-07 firmó con el Dinamo Bucureşti. Tuvo una temporada impresionante con el Dinamo después de ganar la Liga I una vez más. Dejó el Dinamo después de un mal comienzo de la temporada 2007-08 (el Dinamo no logró clasificarse en la Liga de Campeones después de una derrota 2-4 en el total con el Lazio) el 2 de septiembre de 2007.
El 9 de octubre de 2007 firmó un contrato de cuatro años con el Rapid Bucarest, pero dimitió en marzo de 2008. Fue nombrado nuevo director del Dinamo Bucureşti en el verano de 2008. Desde julio de 2010 hasta diciembre de 2011 dirigió al Khazar Lankaran de Azerbaiyán.
En marzo de 2012, Rednic regresó a Rumania, donde firmó un contrato con el Astra Ploieşti hasta el final de la temporada. El equipo terminó 12.º en la Liga I y Rednic decidió no continuar con el Astra. En su lugar, firmó con sus principales rivales del Petrolul Ploieşti.

## Participaciones Selección Sub-20
| Mundial Juvenil                        | Sede      | Resultado    |
| -------------------------------------- | --------- | ------------ |
| Copa Mundial de Fútbol Juvenil de 1981 | Australia | Tercer lugar |

## Trayectoria

### Como futbolista
| Club               | País    | Año       |
| ------------------ | ------- | --------- |
| Corvinul Hunedoara | Rumania | 1980–1983 |
| Dinamo Bucureşti   | Rumania | 1983–1990 |
| Bursaspor          | Turquía | 1990–1991 |
| Standard Liège     | Bélgica | 1991–1996 |
| Sint-Truidense     | Bélgica | 1996–1997 |
| Rapid Bucureşti    | Rumania | 1997–2000 |

### Como entrenador
| Club                  | País           | Año       |
| --------------------- | -------------- | --------- |
| Rapid Bucureşti       | Rumania        | 2000–2001 |
| FCM Bacău             | Rumania        | 2001      |
| Rapid Bucureşti       | Rumania        | 2002–2003 |
| Al-Nassr              | Arabia Saudita | 2004      |
| Universitatea Craiova | Rumania        | 2004–2005 |
| FC Vaslui             | Rumania        | 2005–2006 |
| Dinamo Bucureşti      | Rumania        | 2006–2007 |
| Rapid Bucureşti       | Rumania        | 2007–2008 |
| Dinamo Bucureşti      | Rumania        | 2008–2009 |
| Alania Vladikavkaz    | Rusia          | 2009      |
| Khazar Lankaran       | Azerbaiyán     | 2010–2011 |
| Astra Ploieşti        | Rumania        | 2012      |
| Petrolul Ploieşti     | Rumania        | 2012      |
| Standard de Lieja     | Bélgica        | 2012–     |

## Palmarés

### Como jugador
FC Dinamo Bucureşti
- Divizia A: 1983-84, 1989-90
- Copa de Rumania: 1983–84, 1985–86, 1989–90

 Standard Liége
- Copa de Bélgica: 1993
- Primera División de Bélgica: Subcampeón: 1992-93, 1994-95

 FC Rapid Bucureşti
- Liga I: 1998-99
- Copa de Rumania: 1998
- Supercopa de Rumania: 1999

### Como entrenador
FC Rapid Bucureşti
- Liga I: 2002-03
- Copa de Rumania: 2002
- Supercopa de Rumania: 2002, 2003

 FC Dinamo Bucureşti
- Liga I: 2006-07

 FK Khazar Lankaran
- Liga Premier de Azerbaiyán: Subcampeón: 2010–11
- Copa de Azerbaiyán: 2011